# VR1
A VR1 (Via Rápida 1) é a primeira via rápida da ilha da Madeira. O primeiro lanço abriu em 1989 e os últimos entraram em operação em 2005.
Tem 44,198 quilómetros de extensão e liga a Ribeira Brava ao porto do Caniçal, providenciando também uma ligação rápida entre a cidade do Funchal e o aeroporto. Dentro da cidade do Funchal, esta via também é designada por Cota 200 Atualmente a Ilha da Madeira usufrui de uma segunda via rápida, inaugurada a 25 de abril de 2017 - VR2.
A VR1 está atualmente concessionada à empresa VIALITORAL – Concessões Rodoviárias da Madeira, S.A. Esta é uma concessão baseada em portagens virtuais / SCUT, pelo que a VR1 é uma estrada de utilização gratuita. A concessão da VR1 foi atribuída à Vialitoral em 28 de Janeiro de 2000 (ou seja, numa altura em que quase toda esta via rápida já estava construída) e terminará em 28 de Janeiro de 2025.

## Perfil
A VR1 possui um perfil transversal tipo de duas vias por sentido.
| Lanço                            | Perfil | Extensão  |
| -------------------------------- | ------ | --------- |
| Ribeira Brava - Porto do Caniçal |        | 44,198 km |

## Sublanços

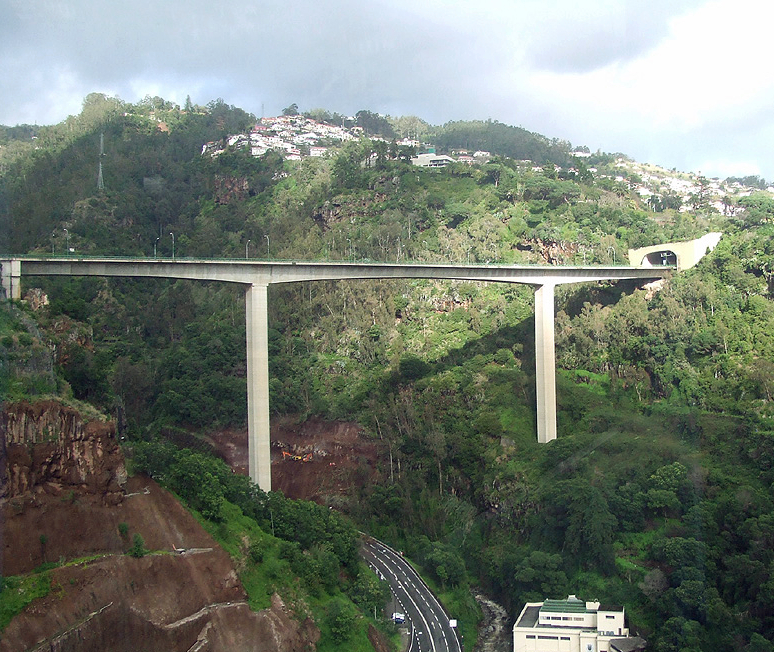
Ponte João Gomes, sobre a ribeira com o mesmo nome, com 140 metros de altura.
Prémio Secil 1997.

Existem ao todo 27 sublanços, totalizando um total de 44,198 km. Em cada um dos sublanços podemos encontrar várias obras de arte como túneis (30 no total) e pontes, que estão entre as maiores obras de engenharia civil construídas em Portugal.
| Sublanço ( Nó )                                         | km     |
| ------------------------------------------------------- | ------ |
| Ribeira Brava ( 1 ) – Campanário                        | 3,200  |
| Ribeira Brava - 1800 m / 1805 m (consoante o sentido)   |        |
| Amoreira - 130 m / 142 m                                |        |
| Campanário ( 2 ) – Quinta Grande                        | 2,645  |
| Campanário - 310 m / 336 m                              |        |
| Vera Cruz - 354 m / 345 m                               |        |
| Quinta Grande - 932 m / 942 m                           |        |
| Quinta Grande ( 3 ) – Alforra                           | 2,550  |
| Cabo Girão - 1200 m                                     |        |
| Caldeira - 210 m / 304 m                                |        |
| Alforra - 368 m / 418 m                                 |        |
| Alforra ( 4 ) – Ponte dos Frades                        | 1,350  |
| Preces - 280 m                                          |        |
| Quinta do Leme - 161 m / 200 m                          |        |
| Ponte dos Frades ( 5 ) – Câmara de Lobos                | 0,765  |
| Câmara de Lobos ( 6 ) – Quebradas                       | 1,010  |
| Quebradas ( 7 ) – Esmeraldo                             | 1,850  |
| Esmeraldo ( 8 ) – Pilar                                 | 0,625  |
| Pilar ( 9 ) – Santo António                             | 0,850  |
| Santo António ( 10 ) – Santa Luzia                      | 1,300  |
| João Abel de Freitas - 568 m / 581 m                    |        |
| Santa Luzia ( 11 ) – Pestana Júnior                     | 1,450  |
| Marmeleiros - 705 m / 738 m                             |        |
| Quinta da Palmeira - 243 m / 264 m                      |        |
| Pestana Júnior ( 12 ) – Boa Nova                        | 1,900  |
| João Gomes - 138 m / 140 m                              |        |
| Jardim Botânico - 210 m / 208 m                         |        |
| REPSOL Cota 200 - km 18,900                             |        |
| Boa Nova ( 13 ) – Pinheiro Grande                       | 2,375  |
| Pinheiro Grande - 378 m / 382 m                         |        |
| Pinheiro Grande ( 14 ) – Cancela                        | 0,800  |
| Cancela - 354 m / 353 m                                 |        |
| Cancela ( 15 ) – Caniço                                 | 2,075  |
| Abegoaria Oeste - 315 m                                 |        |
| Abegoaria Este - 300 m / 360 m                          |        |
| Caniço ( 16 ) – Porto Novo                              | 2,725  |
| Mãe de Deus - 230 m                                     |        |
| Porto Novo ( 17 ) – Gaula                               | 1,300  |
| Gaula ( 18 ) – Boaventura                               | 1,700  |
| REPSOL Gaula - km 29,550 (apenas no sentido Este-Oeste) |        |
| Gaula - 160 m (apenas no sentido Este-Oeste)            |        |
| Boaventura ( 19 ) – São Pedro                           | 0,400  |
| São Pedro ( 20 ) – Santa Cruz                           | 1,550  |
| Santa Cruz Oeste - 150 m                                |        |
| Santa Cruz Este - 110 m                                 |        |
| Santa Catarina - 240 m                                  |        |
| Santa Cruz ( 21 ) – Aeroporto Gare                      | 1,636  |
| Aeroporto Gare ( 22 ) – Aeroporto Leste                 | 0,800  |
| Aeroporto Leste ( 23 ) – Água de Pena                   | 0,914  |
| Água de Pena ( 24 ) – Machico Sul                       | 1,168  |
| Queimada II - 745 m / 730 m                             |        |
| Machico Sul ( 25 ) – Machico Norte                      | 2,252  |
| Piquinho - 437 m / 460 m                                |        |
| Machico Norte ( 26 ) – Caniçal Oeste                    | 2,945  |
| Fazenda - 162 m / 180 m                                 |        |
| Duplo Caniçal - 2140 m / 2160 m                         |        |
| Caniçal Oeste ( 27 ) – Porto do Caniçal ( 28 )          | 2,063  |
| Portais - 700 m / 740 m                                 |        |
| Palmeira - 940 m / 900 m                                |        |
| Porto do Caniçal                                        | 44,198 |

## Galeria

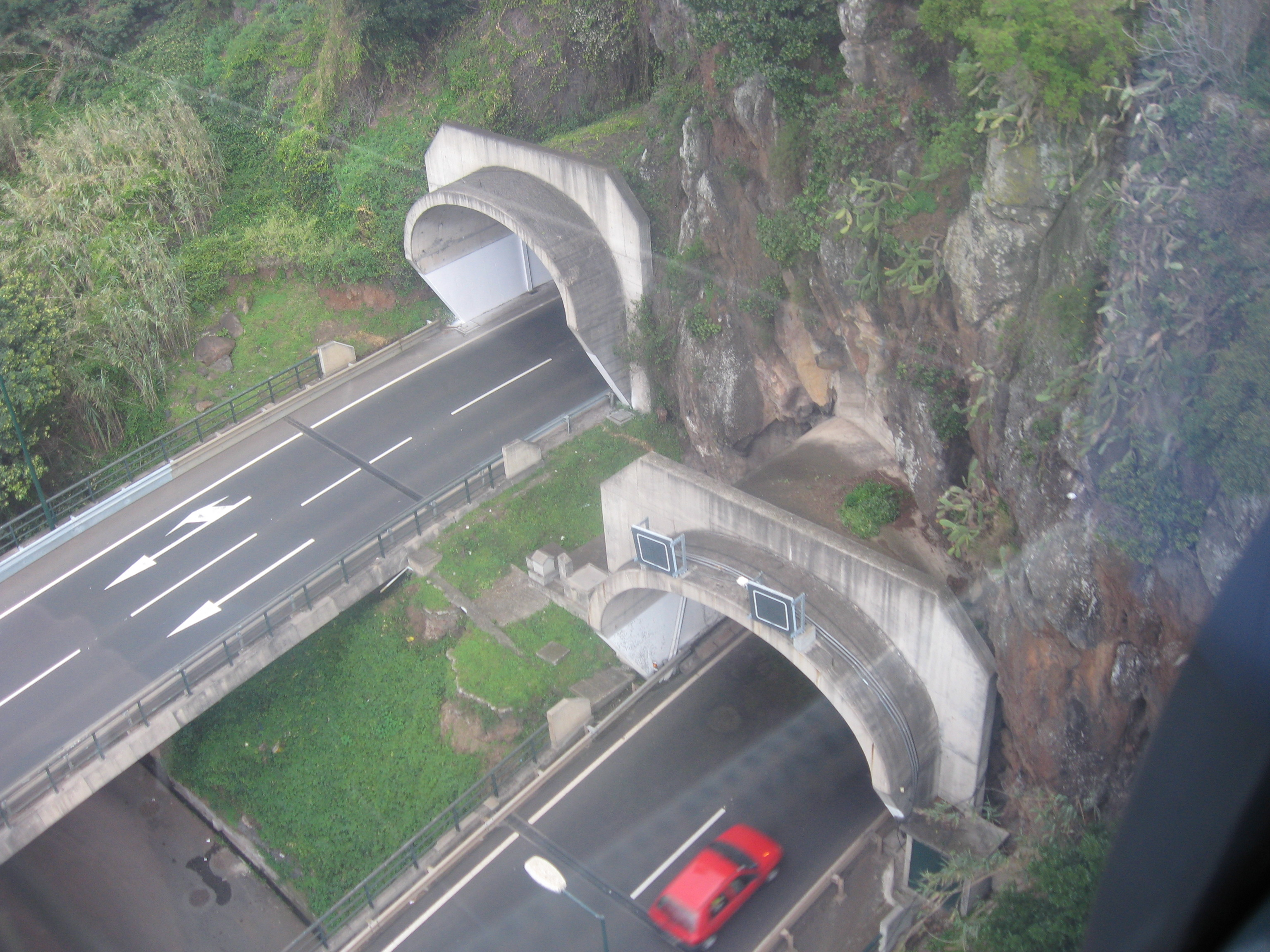
Entrada num túnel, uma característica frequente na VR1.
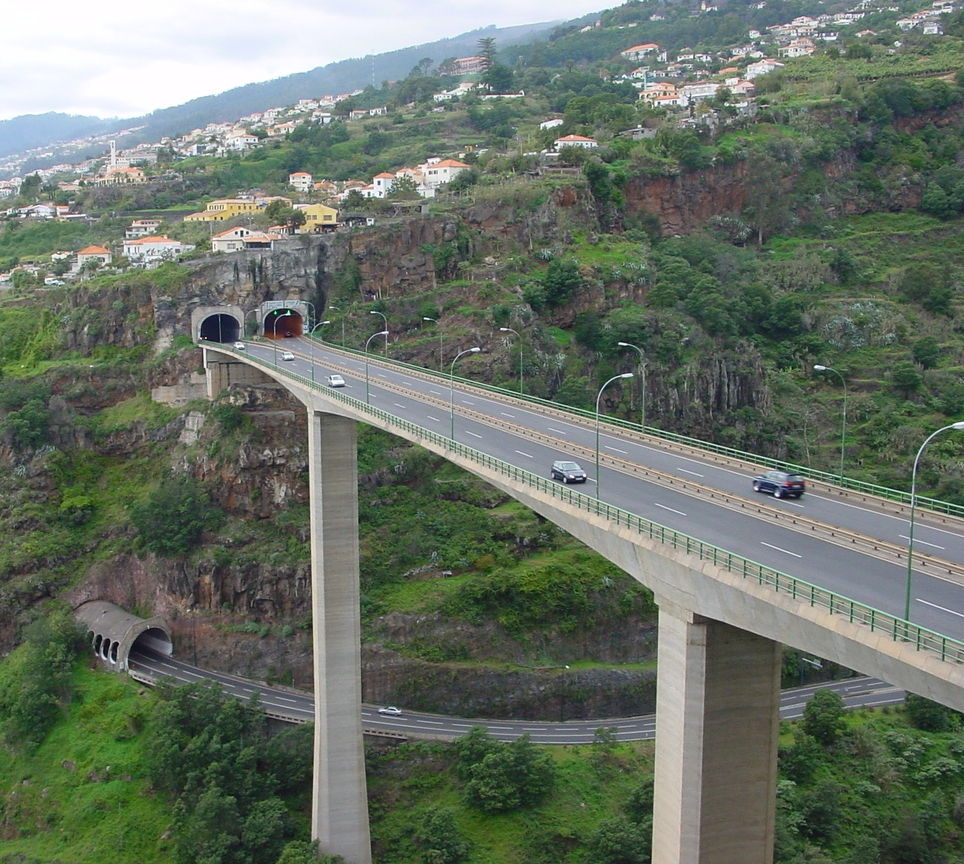
Ponte e túnel João Gomes.
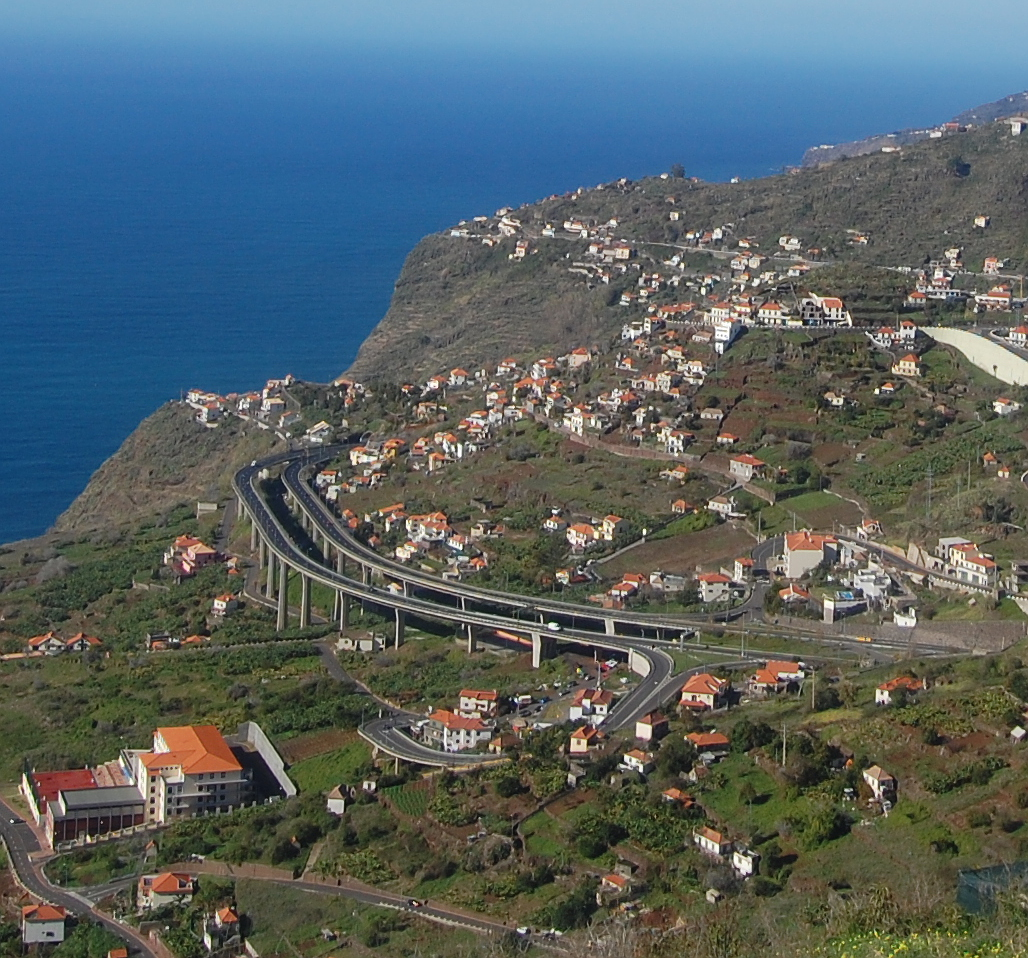
Viaduto do Campanário.
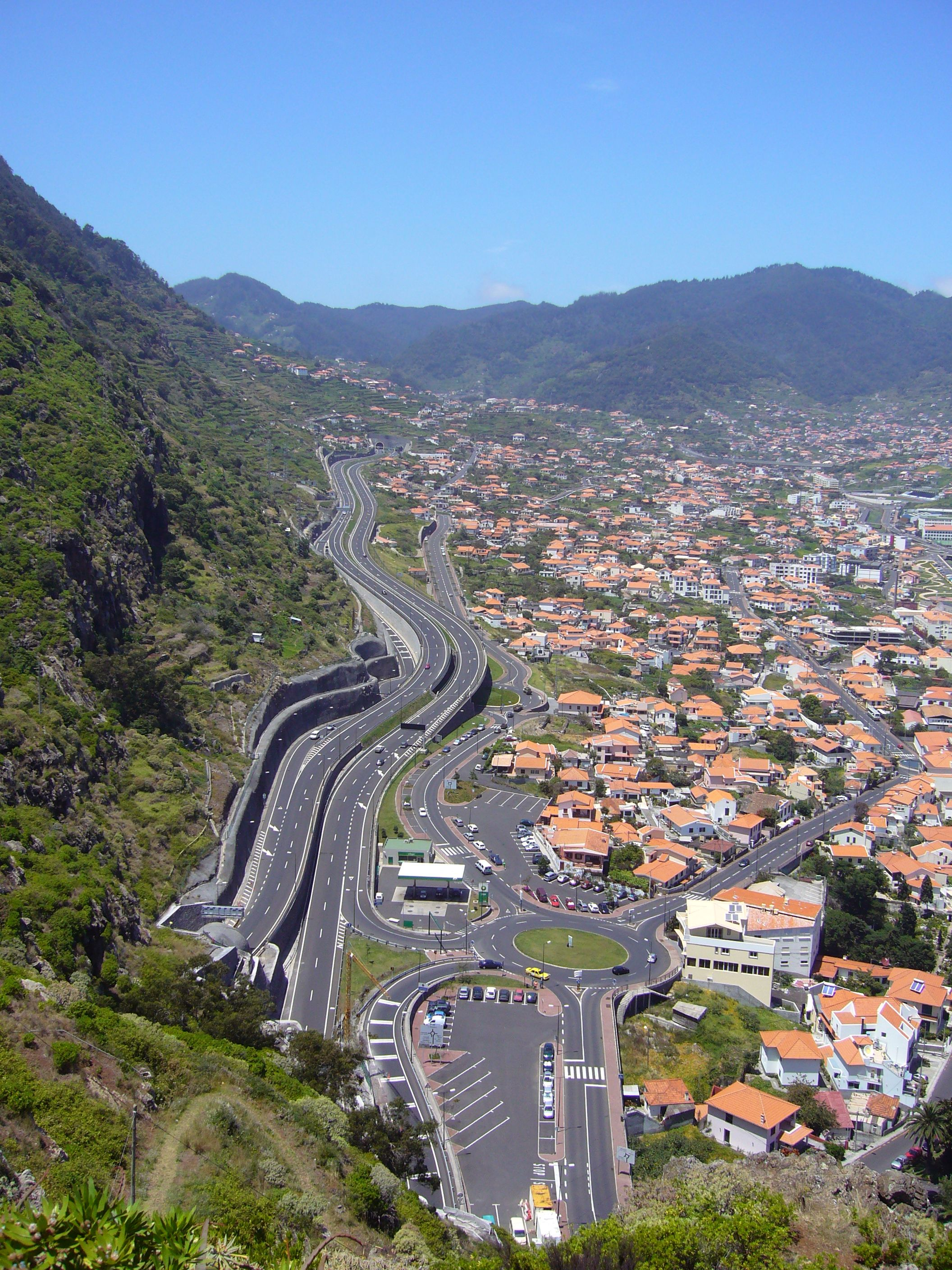
Troço da VR1 em Machico.